# Toxorhina brunniventris
Toxorhina brunniventris är en tvåvingeart som beskrevs av Edwards 1931. Toxorhina brunniventris ingår i släktet Toxorhina och familjen småharkrankar. Inga underarter finns listade i Catalogue of Life.